# Cyclosternum pentalore
Cyclosternum pentalore är en spindelart som först beskrevs av Simon 1888.  Cyclosternum pentalore ingår i släktet Cyclosternum och familjen fågelspindlar.
Artens utbredningsområde är Guatemala. Inga underarter finns listade i Catalogue of Life.